# Tutti qui
Tutti qui - Collezione dal 1967 al 2005 (conosciuto anche come Tutti qui) è una raccolta di Claudio Baglioni pubblicata nel 2005. 
È la prima raccolta ufficiale dell'artista e riscuote un grande successo di vendite, trainata dall'omonimo singolo che scala le classifiche streaming iTunes.
Organizzazione e coordinamento della raccolta è di Pierfrancesco Fiorenza.

## Il disco
La raccolta è composta da tre CD, in cui sono contenute 40 fra le canzoni più celebri del cantautore romano, più quattro pezzi inediti: il singolo Tutti qui, inciso appositamente per la raccolta, Annabel Lee, La suggestione e Ci fosse lei, registrate lungo gli anni sessanta.

## Tracce

### CD 1
1. Annabel Lee – 3:38 – inedito
2. La suggestione – 3:18 – inedito
3. Ci fosse lei – 4:08 – inedito
4. Signora Lia – 3:02 – dagli album Claudio Baglioni (1970) e Un cantastorie dei giorni nostri (1971)
5. Notte di Natale – 2:57 – dagli album Claudio Baglioni (1970) e Un cantastorie ai giorni nostri (1971)
6. Con tutto l'amore che posso – 3:34 – dall'album Questo piccolo grande amore (1972)
7. Porta Portese – 4:00 – dall'album Questo piccolo grande amore (1972)
8. Questo piccolo grande amore – 5:38 – dall'album Questo piccolo grande amore (1972)
9. Quanto ti voglio – 5:38 – dall'album Questo piccolo grande amore (1972)
10. W l'Inghilterra – 3:36 – dall'album Gira che ti rigira amore bello (1973)
11. Amore bello – 5:50 – dall'album Gira che ti rigira amore bello (1973)
12. Io me ne andrei – 5:08 – dall'album Gira che ti rigira amore bello (1973)
13. E tu – 4:46 – dall'album E tu...' (1974)
14. Poster – 5:11 – dall'album Sabato pomeriggio (1975)
15. Sabato pomeriggio – 5:36 – dall'album Sabato pomeriggio (1975)
16. Quante volte – 5:28 – dall'album Solo (1977)
17. Solo – 5:03 – dall'album Solo (1977)

### CD 2
1. E tu come stai? – 5:34 – dall'album E tu come stai? (1978)
2. Un po' di più – 4:32 – dall'album E tu come stai? (1978)
3. Via – 5:15 – dall'album Strada facendo (1981)
4. Strada facendo – 5:36 – dall'album Strada Facendo (1981)
5. Buona fortuna – 4:01 – dall'album Strada Facendo (1981)
6. Fotografie – 3:34 – dall'album Strada Facendo (1981)
7. I vecchi – 5:40 – dall'album Strada Facendo (1981)
8. Avrai – 5:21 – dall'album Alé-oó (1982)
9. La vita è adesso – 5:25 – dall'album La vita è adesso (1985)
10. E adesso la pubblicità – 4:55 – dall'album La vita è adesso (1985)
11. Amori in corso – 5:32 – La vita è adesso (1985)
12. Dagli il via – 5:49 – dall'album Oltre (1990)
13. Io dal mare – 5:28 – dall'album Oltre (1990)
14. Noi no – 5:16 – dall'album Oltre (1990)

### CD 3
1. Mille giorni di te e di me – 5:39 – dall'album Oltre (1990)
2. Io sono qui – 5:15 – dall'album Io sono qui (1995)
3. Acqua nell'acqua – 5:15 – dall'album Io sono qui (1995)
4. Bolero – 5:54 – dall'album Io sono qui (1995)
5. Fammi andar via – 7:00 – dall'album Io sono qui (1995)
6. Da me a te – 5:56 – dall'album Da me a te (1998)
7. Cuore di aliante – 5:24 – dall'album Viaggiatore sulla coda del tempo (1999)
8. Stai su – 4:44 – dall'album Viaggiatore sulla coda del tempo (1999)
9. Sono io – 5:45 – dall'album Sono io - L'uomo della storia accanto (2003)
10. Mai più come te – 5:55 – dall'album Sono io - L'uomo della storia accanto (2003)
11. Tutto in un abbraccio – 5:16 – dall'album Sono io - L'uomo della storia accanto (2003)
12. Tienimi con te – 5:48 – dall'album Sono io - L'uomo della storia accanto (2003)
13. Tutti qui – 4:55 – inedito

## Classifiche

### Classifiche settimanali
| Classifica (2005) | Posizione massima |
| ----------------- | ----------------- |
| Italia            | 2                 |

### Classifiche di fine anno
| Classifica (2005) | Posizione |
| ----------------- | --------- |
| Italia            | 8         |
| Classifica (2006) | Posizione |
| Italia            | 30        |